# 阿尔梅里亚大学

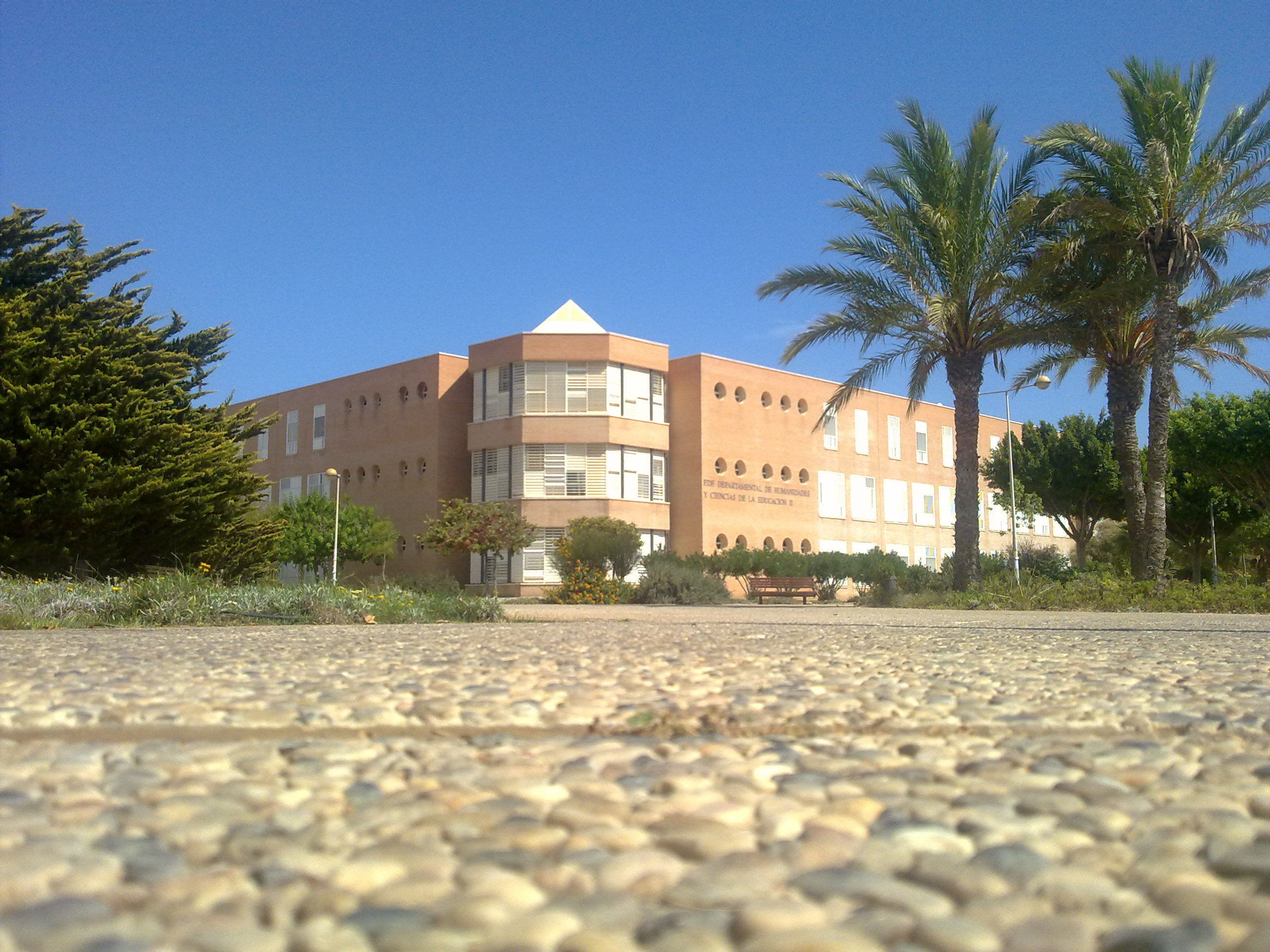
大学建筑

阿尔梅里亚大学（西班牙語：Universidad de Almería，缩写UAL）是位于西班牙阿尔梅里亚的一所公立大学，校区靠近地中海。创立于1993年，该大学现有8个学院。 